# 에드워드 브리랜드
에드워드 버터필드 브리랜드(Edward Butterfield Vreeland, 1856년 12월 7일 ~ 1934년 5월 8일)은 미국 뉴욕주 하원의원이다.

## 생애
에드워드 브리랜드는 1856년 12월 7일 뉴욕주 앨리개니 군의 타운인 쿠바에서 태어났다. 그는 1877년 프렌드쉽 아카데미를 졸업했다. 1869년에는 살라만카로 이사를 했으며, 그곳에서 1877년부터 1882년까지 교육감을 역임했다. 그는 법을 공부했고, 1881년에 변호사를 개업했지만, 실질적인 변호사 활동을 하지는 않았다. 그는 은행과 석유, 보험업에 종사했으며, 1891년 살라만카 신탁회사의 사장이 되었다. 1889년부터 1893년까지는 살라만카의 우체국장으로 일을 했다.
브리랜드는 56대 총선에서 워렌 B. 후커의 사임으로 공석이 된 것을 채우기 위해 공화당 의원으로 선출되었다. 57대 선거에서도 재선되어 1899년 11월 7일부터 1913년 3월 3일까지 5선을 연임하게 된다. 61회 의회에서 상원의원으로 있는 동안, 그는 은행과 통화 위원회 의장을 맡았다. 그는 1912년에서는 공천을 거절하였고, 국가통화위원회의 임원이 되어, 1909년부터 1912년까지 부의장으로 역임했다. 그후 현역에서 은퇴를 하고, 1936년 1월 1일까지 살라만카에서 이전 사업을 계속했다.
1934년 살라만카에서 세상을 떠났고, 와일드우드 묘지에 매장되었다.

## 역대 선거 결과
| 선거명        | 직책명                     | 대수 | 정당   | 득표율 | 득표수   | 결과 | 당락                 |
| ------------- | -------------------------- | ---- | ------ | ------ | -------- | ---- | -------------------- |
| 1899년 재선거 | 하원의원 (뉴욕 제34선거구) | 56대 | 공화당 | 62.62% | 21,773표 | 1위  | 뉴욕주 하원의원 당선 |
| 1900년 선거   | 하원의원 (뉴욕 제34선거구) | 57대 | 공화당 | 63.82% | 32,357표 | 1위  | 뉴욕주 하원의원 당선 |
| 1902년 선거   | 하원의원 (뉴욕 제37선거구) | 58대 | 공화당 | 67.79% | 27,579표 | 1위  | 뉴욕주 하원의원 당선 |
| 1904년 선거   | 하원의원 (뉴욕 제37선거구) | 59대 | 공화당 | 67.69% | 33,573표 | 1위  | 뉴욕주 하원의원 당선 |
| 1906년 선거   | 하원의원 (뉴욕 제37선거구) | 60대 | 공화당 | 65.24% | 25,468표 | 1위  | 뉴욕주 하원의원 당선 |
| 1908년 선거   | 하원의원 (뉴욕 제37선거구) | 61대 | 공화당 | 62.42% | 32,327표 | 1위  | 뉴욕주 하원의원 당선 |
| 1910년 선거   | 하원의원 (뉴욕 제37선거구) | 62대 | 공화당 | 53.10% | 20,530표 | 1위  | 뉴욕주 하원의원 당선 |